# William W. Hartzog

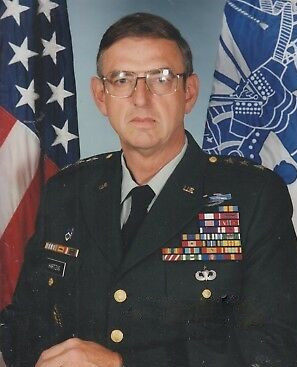
William W. Hartzog

William White Hartzog  (* 21. September 1941 in Wilmington, North Carolina; † 15. Oktober 2020 in Potomac, Maryland) war ein Viersternegeneral der United States Army. Er war unter anderem Kommandeur des United States Army Training and Doctrine Command.
Im Jahr 1963 absolvierte William Hartzog die Militärschule The Citadel in Charleston in South Carolina. Anschließend wurde er als Leutnant der Infanterie des Heeres zugewiesen. In der Armee durchlief er anschließend alle Offiziersränge vom Leutnant bis zum Viersternegeneral. Er besuchte unter anderem den Infantry Officer Basic Course. In den 1960er Jahren war er in Panama stationiert. 1967 wurde er nach Südostasien versetzt, wo er im Vietnamkrieg unter anderem als Kommandeur einer Kompanie der 25. Infanteriedivision Dienst tat.
Nach seiner Rückkehr in die Vereinigten Staaten absolvierte Hartzog den Infantry Officer Advanced Course. Danach unterrichtete er für einige Zeit die Fächer Militärtaktik und Militärgeschichte an der United States Military Academy in West Point. In den Jahren 1972 und 1973 kehrte er nach Vietnam zurück, wo er als Stabsoffizier im Hauptquartier der amerikanischen Streitkräfte tätig war. Daran schloss sich in den Jahren 1973 bis 1974 ein Studiengang beim United States Marine Corps Command and Staff College an. Im weiteren Verlauf der 1970er Jahre war William Hartzog unter anderem Stabsoffizier bei der 1. Infanteriedivision, die damals in Fort Riley in Kansas stationiert war. Bei dieser Einheit war er zwischendurch auch kommissarischer Bataillonskommandeur. Die Jahre 1978 bis 1980 verbrachte er wieder in Panama, wo er ein Infanteriebataillon kommandierte.
Nach einem obligatorischen Kurs am United States Army War College wurde Hartzog zwischen 1981 und 1984 Leiter der War Plans Division im Department of the Army. Anschließend war er für etwa ein Jahr Stabsoffizier beim United States Army Training and Doctrine Command, ehe er in Fort Benning das Kommando über die 197. Infanteriebrigade übernahm. Von 1987 bis 1989 war er stellvertretender Leiter der United States Army Infantry School. Anschließend kehrte er zum dritten Mal an den Panamakanal zurück. Dort war er J3-Stabsoffizier für Operationen im Hauptquartier des United States Southern Command. In diese Zeit fiel die US-Invasion in Panama. Im Jahr 1990 übernahm General Hartzog für ein Jahr das dortige Kommando über den US-Southern Command.
Zwischen August 1991 und Juli 1993 kommandierte William Hartzog die 1. Infanteriedivision. Danach war er bis 1994 stellvertretender Kommandeur des United States Atlantic Command, ehe er am 27. Oktober 1994 mit dem Oberbefehl über das United States Army Training and Doctrine Command sein letztes Kommando antrat. Dieses Amt übte er bis zum 13. September 1998 aus. Anschließend ging er in den Ruhestand.
Nach dem Ende seiner aktiven Militärzeit wurde William Hartzog Vorstandsvorsitzender der im Verteidigungswesen tätigen Firma Burdeshaw Associates und war Vorstandsmitglied bei der Army Historical Foundation. Darüber hinaus gehörte er weiteren Organisationen an. Außerdem hielt er Vorträge und schrieb ein Buch mit dem Titel America’s Military Heritage. Der mit Roberta Anita Fitton verheiratete General verstarb am 15. Oktober 2020.

## Orden und Auszeichnungen
General Hartzog erhielt im Lauf seiner militärischen Laufbahn unter anderem folgende Auszeichnungen:
- Defense Distinguished Service Medal
- Army Distinguished Service Medal
- Legion of Merit
- Soldier’s Medal
- Bronze Star Medal
- Meritorious Service Medal
- Air Medal
- Purple Heart
- Joint Service Commendation Medal
- Army Commendation Medal
- Combat Infantryman Badge
- Parachutist Badge
- Army Staff Identification Badge